# Ligue Geraldine
La Ligue Geraldine est une brève alliance constituée en Irlande en 1539 par Conn O'Neill , Maghnus mac Aodha Duibh Ó Domhnaill (anglais Manus O'Donnell) dans le but de restaurer la famille FitzGerald dans le  Comté de Kildare.

## Contexte
En 1537 Thomas FitzGerald surnommé Silken Thomas 10e comte de Kildare est déchu puis exécuté avec  cinq de ses oncles à Tyburn près de Londres. Son demi-frère et héritier Gerald FitzGerald, âgé de 11 ans, est confié secrètement à la garde de sa tante Lady Éléonore McCarthy. Cette dernière, afin de s'assurer un puissant protecteur pour le jeune garçon, accepte une proposition de mariage avec  Manus O'Donnel, qui depuis la mort de  son père en juillet 1537 est Le  O'Donnell ou Ó Domhnaill c'est-à-dire le 19e chef du  clan et le roi de Tyrconnell
Conn O'Neill (futur comte de Tyrone), un parent du jeune seigneur de  Kildare, se joint  à lui  ainsi que les O'Brien du Thomond, et d'autres puissants clans. L'objectif des conférés vise désormais également au renversement complet de la domination anglaise en Irlande. À l’automne 1539 les forces de la Ligue envahissent et pillent le Pale. Après avoir saccagé les cités de Ardee et de Navan, leurs troupes se retirent du Pale mais sont surprises et mises en déroute par les forces du Lord Deputy d'Irlande Leonard Grey (en) lors de la bataille de Belahoe, le jeune Gerald FiztGerald réussit à se réfugier à l’étranger à Rome puis en Flandre.
La ligue s'étiole ensuite progressivement au cours des mois qui suivent après l'arrivée en 1540 du nouveau Lord Deputy d'Irlande Anthony St Leger, qui réussit à restaurer le contrôle anglais sur l'Irlande,. En 1541 Henri VIII d'Angleterre se fait reconnaître comme Roi d'Irlande et dans le cadre de la politique de Renonciation et restitution qu'il met en œuvre ; Conn Bacach Ó Neill est nommé 1er comte de Tyrone en 1542 et  Murrough O'Brien 1er comte de Thommond en 1543. Gerald FiztGerald, le demi-frère de Silken Thomas, lui succède comme 11e comte de Kildare et baron d'Offaly le 13 mai 1553.